# Paolo Besana
Paolo Besana (fl. XX secolo) è stato un calciatore italiano, di ruolo attaccante.

## Biografia
Cominciò la carriera di calciatore come attaccante della Sempione nel 1904, appena venne sciolto il club passò alla US Milanese con cui giocò fino al 1909, anno in cui passò all'Ausonia.
Dopo essersi ritirato dal calcio, ricopri l'incarico di consigliere dell'Ausonia fino alla Grande Guerra.